# Claudio Langes
Claudio Langes (ur. 20 lipca 1960 roku w Brescia) – włoski kierowca wyścigowy.

## Kariera
Włoch karierę rozpoczynał od kartingu. Jego największym sukcesem w tej kategorii, było mistrzostwo własnego kraju, w 1978 roku. Po jej zakończeniu, postanowił rozpocząć poważną karierę wyścigową, debiutując w Formule 3, a następnie w Europejskiej Formule 3000 (bez sukcesu).
W 1990 roku, dzięki dużym nakładom finansowym, zadebiutował w stawce Formuły 1, w zespole EuroBrun. Stąd też Claudio, w ciągu czternastu rund, ani razu nie przeszedł przedkwalifikacji.
Po nieprzyjemnym epizodzie w najlepszej serii wyścigowej świata, Claudio postanowił zaangażować się w wyścigi samochodów turystycznych. Tam jednak również nie osiągnął żadnych sukcesów.